# Fueled by Ramen
Fueled by Ramen är ett amerikanskt skivbolag som grundades år 1996 av John Janick och Vinnie Fiorello.

## Artister
Baserat på information från skivbolagets hemsida och skivbolagets diskografi.

### Aktiva artister
- Twenty One Pilots
- Cobra Starship
- fun.
- Paramore
- A Rocket to the Moon
- Gym Class Heroes
- The Swellers
- Panic! at the Disco
- This Providence
- Sublime With Rome
- Travis McCoy
- VersaEmerge
- Against The Current
- All Time Low

### Ej aktiva artister
- The Academy Is...
- Animal Chin
- Ann Beretta
- August Premier
- Cadillac Blindside
- The Causey Way
- Days Away
- Discount
- The Friday Night Boys
- Frodus
- The Hippos
- The Impossibles
- Kane Hodder
- Kissing Chaos
- Limp
- Mid Carson July
- October Fall
- Pollen
- Powerspace
- Roy
- Slick Shoes
- Slowreader
- The Stereo
- Swank
- Teen Idols
- Whippersnapper
- The Æffect

### Artister med uppehåll
- Autopilot Off
- Blueline Medic
- Fall Out Boy
- The Hush Sound
- Phantom Planet
- Recover

### Tidigare artister
- The A.K.A.s
- The Cab
- Cute Is What We Aim For
- Forgive Durden
- Foundation
- Jersey
- Jimmy Eat World
- Less Than Jake
- Lifetime
- The Pietasters
- Punchline
- Yellowcard